# اسوتلانا اولیانووا
اسوتلانا اولیانووا (انگلیسی: Svetlana Ulyanova؛ زادهٔ ۲۹ اوت ۱۹۷۹) وزنه‌بردار اهل اتحاد جماهیر شوروی سوسیالیستی بود.
وی در مسابقات کشوری و بین‌المللی در مجموع برندهٔ ۲ مدال طلا، ۳ مدال نقره، ۱ مدال برنز شده‌است.